# Molnár Miklós (jogász)
Molnár Miklós (Budapest, 1964. február 13. – 2016. május 23. vagy előtte) magyar közigazgatási jogász, jogtudós, ügyvéd, az Országos Választási Bizottság tagja és elnök-helyettese.

## Élete
Egerben nevelkedett, az általános és középiskolát itt végezte. Egyetemi tanulmányait az Eötvös Loránd Tudományegyetem Állam- és Jogtudományi Karán folytatta, diplomáját 1987-ben szerezte meg „summa cum laude” minősítéssel.
1984-től vett részt az ELTE Államigazgatási Jogi Tanszék munkájában demonstrátorként. 1987-től tudományos segédmunkatárs, később tanársegéd, majd 1991-től adjunktus lett. Egyetemi docensi beosztást 1994-ben kapott. Az ELTE-n 2010-ig oktatott.
1996-tól 2001-ig a Zrínyi Miklós Nemzetvédelmi Egyetem tanszékvezető egyetemi docense volt, 1999-től a Pázmány Péter Katolikus Egyetem docense, 2003-tól egyetemi tanára, 2013-ig pedig kutatóprofesszora. 2002-ben a Rendőrtiszti Főiskola tanszékvezető egyetemi tanárának nevezték ki, ahol 2010-től a tudományos és nemzetközi rektor-helyettesi feladatokat is ellátta. 2012 és 2013 között a Nemzeti Közszolgálati Egyetem Rendészettudományi Karának tudományos és nemzetközi dékán-helyetteseként tevékenykedett.
Kandidátusi értekezését 1993-ban védte meg, 2000-ben habilitált.
2002-ben az Országos Választási Bizottság tagja lett, később a testület elnök-helyettesének választották.
Első írását 1988-ban közölte, s 2015-ig félszáznál is több tudományos publikációt közölt. Főbb kutatási területe a közigazgatástan, a közigazgatási jogtudomány dogmatikája, a közigazgatási jogalkotás, az európai közigazgatási jog és a vezetés- és szervezés-tudomány, illetve a választási eljárásjog, a honvédelmi jog, a közigazgatási döntés jogi meghatározottsága, a rendészeti, az ipar- és a honvédelmi igazgatás volt. Munkáit magas idézettségi mutatók jellemzik.
Főműve A közigazgatás döntési szabadsága című monográfia, valamint a Gondolatok a közigazgatási szerződésekről című tanulmánya, amelyet feleségével, Margaret May Tablerrel közösen írt.
Hongkongtól az Egyesült Államokig számos országban vett részt tanulmányúton, és meghívott kutatóként, vendégprofesszorként is sokat utazott. Magyar Állami Eötvös ösztöndíjasként Brüsszelben a Nemzetközi Közigazgatás-tudományi Intézetben dolgozott.
Oktatói és kutatói munkája mellett ügyvédi praxist is folytatott.

## Publikációk
- Defence Administration. In: The Basic (Fundamental) Law of Hungary: A Commentary of the New Hungarian Constitution. (Szerk.: Varga Zs. András, Patyi András, Schanda Balázs) Dublin, Clarus Press, 2015, 289-304. o.
- Defence Administration. In: The basic law of Hungary. (Szerk.: Schanda Balázs, Varga Zs. András, Csink Lóránt) Dublin, Clarus Press, 2012, 243-254. o.
- Megjegyzések a közbeszerzési jogorvoslatok bírói modelljéhez. Új Magyar Közigazgatás, 2010/2., 36-42. o.
- A közbeszerzési jogorvoslatok néhány szervezeti és hatásköri aspektusa. In: Tanulmányok Berényi Sándor tiszteletére. (Szerk.: Fazekas Marianna, Nagy Marianna) Budapest, ELTE Eötvös Kiadó, 2010, 267-283. o.
- Mérlegelés, alapelvi jogalkalmazás és jogilag kötetlen döntéshozatal a hatósági működésben. In: Látlelet közjogunk elmúlt évtizedéről. (Szerk.: Schanda Balázs, Varga Zs. András) Budapest, Pázmány Péter Katolikus Egyetem, 2010, 1-423. o.
- A közbeszerzési jogorvoslatok néhány szervezeti és hatásköri aspektusa. In: Tanáremberek, kiemelkedő tanáregyéniségek. (Szerk.: Harai Dénes) Budapest, Zrínyi Miklós Nemzetvédelmi Egyetem, 2010, 377-386. o.
- Molnár Miklós – Margaret M. Tabler: Gondolatok a közigazgatási szerződésekről. Magyar Közigazgatás, 2000/10., 597-610. o.
- Funkcionalizmus és a jogtudomány új szemléleti horizontja. Magyar Jog, 1995/2., 70-74. o.
- A közigazgatási jogtudomány aktuális problémái. Jogtudományi Közlöny, 1995/4., 147-153. o.
- A közigazgatás döntési szabadsága. Budapest, Közgazdasági és Jogi Könyvkiadó, 1994, 125 o.

## Társasági tagságok
- MTA Köztestülete és Közigazgatás-tudományi Bizottsága
- Közigazgatási Szakvizsga Bizottság
- Magyar Rendészettudományi Társaság
- Európai Jogakadémia Hadijogi és Biztonságpolitikai Tagozat (elnök)
- Európai Jogakadémia Regionális-és Önkormányzati Tagozat (társelnök)